# Where the Streets Have No Name
Where the Streets Have No Name è un singolo del gruppo musicale irlandese U2, il terzo estratto dal quinto album The Joshua Tree e pubblicato nell'agosto 1987.
La rivista Rolling Stone ha posizionato il brano alla 28ª posizione della classifica relativa alle 100 più grandi canzoni con chitarra di tutti i tempi.

## Descrizione
Il brano è ispirato da un viaggio di Bono in Etiopia insieme a sua moglie Alison a seguito del Live Aid. In un'intervista, il cantante spiegò il titolo del brano: 

## Video musicale
Il videoclip è stato diretto da Meiert Avis e girato il 27 marzo 1987 sul tetto del Republic Liquor Store (adesso c'è un ristorante messicano, il Margarita's Place) tra la East 7th Street e la South Main Street a Los Angeles. Nel video sono state incluse anche scene vere in cui la polizia cerca di far scorrere il traffico congestionato per via dell'esibizione del gruppo. All'inizio del video è possibile ascoltare un segmento del brano Bullet the Blue Sky, anch'esso presente nell'album The Joshua Tree.
Il video si ispira chiaramente alla celebre esibizione dei Beatles sul tetto della Apple nel 1969.
Nel 1988 il video ha vinto un Grammy Award come Miglior video.
Nel luglio 2010 gli U2 hanno collaborato con il Comitato Internazionale della Croce Rossa, dando vita ad una "nuova versione" del video, dove si vedono le immagini della Croce Rossa di tutto il mondo durante le operazioni.

## Tracce
Testi e musiche di Bono.
1. Where the Streets Have No Name (Single Version) – 4:46
2. Silver and Gold (Single Version) – 4:36
3. Sweetest Thing (Single Version) – 3:03

## Formazione
Gruppo
- Bono – voce
- The Edge – chitarra, cori
- Adam Clayton – basso
- Larry Mullen – batteria

Altri musicisti
- Brian Eno – sintetizzatore
- Daniel Lanois – tamburello

## Classifiche
| Classifica (1987)             | Posizione massima |
| ----------------------------- | ----------------- |
| Australia                     | 27                |
| Belgio (Fiandre)              | 20                |
| Canada                        | 11                |
| Finlandia                     | 21                |
| Germania                      | 44                |
| Irlanda                       | 1                 |
| Italia                        | 12                |
| Nuova Zelanda                 | 1                 |
| Paesi Bassi                   | 7                 |
| Regno Unito                   | 4                 |
| Spagna                        | 19                |
| Stati Uniti                   | 13                |
| Stati Uniti (mainstream rock) | 11                |